# پولاینس
پولاینس (به فرانسوی: Poulaines) یک کمون در فرانسه است که در اندر واقع شده‌است. پولاینس ۴۶٫۳۲ کیلومتر مربع مساحت و ۸۶۹ نفر جمعیت دارد و ۱۱۰ متر بالاتر از سطح دریا واقع شده‌است.